# Alliance française du Cap
 (janvier 2025).
L'Alliance Française du Cap est un centre culturel franco-sud-africain spécialisé dans l'enseignement de la langue française, l'organisation et la réception d'événements culturels.

## Statuts
L'Alliance Française du Cap est une association de droit sud-africain, indépendante statutairement et financièrement de l'Alliance française de Paris. Son financement est assuré par les droits d'inscription versés par les étudiants, les revenus de l'activité de sa cellule de traduction, les recettes générées par la location de sa galerie et de son auditorium et les cotisations de ses membres.

## Site et bâtiment

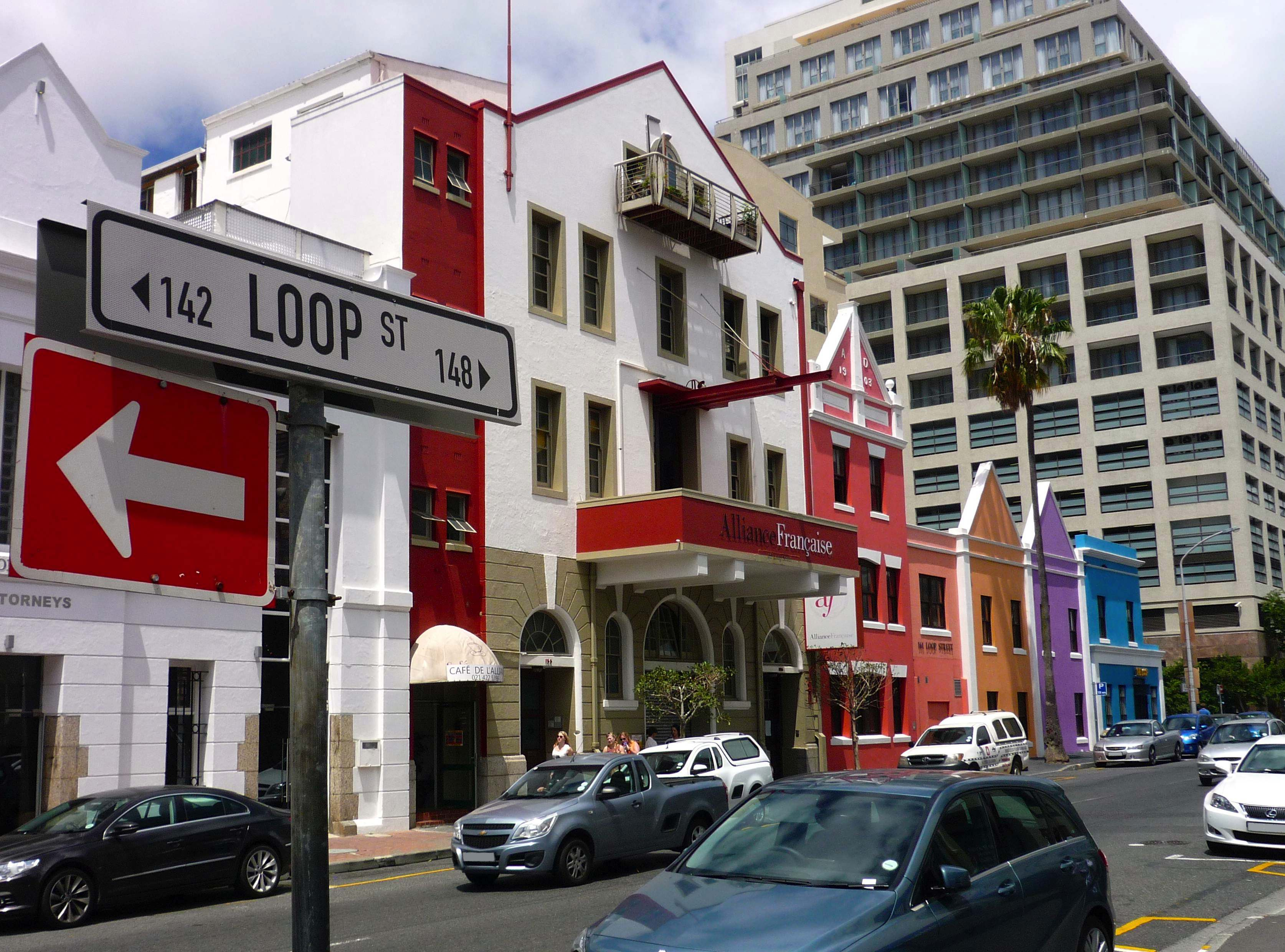
Alliance Française du Cap

L'Alliance française du Cap possède son propre auditorium d'une capacité de 150 places, sa galerie d'art, sa bibliothèque-médiathèque et son bar.

## Activités culturelles
Les activités culturelles sont au cœur du fonctionnement de l'Alliance Française du Cap depuis sa fondation. Après avoir surtout consisté à populariser la culture française, elles se sont progressivement ouvertes aux autres cultures francophones et au dialogue avec les cultures africaines.
Les événements culturels francophones tels que la Fête de la musique, la Fête de la Francophonie (Journée internationale de la Langue française), « Lire en Fête » ou le « Printemps des Poètes » sont régulièrement organisés à l'Alliance française de Delhi[source secondaire souhaitée], avec le soutien des pays organisateurs.